# Lasioglossum tauricum
Lasioglossum tauricum là một loài Hymenoptera trong họ Halictidae. Loài này được Ebmer mô tả khoa học năm 1972.